# Castelo de Leicester
O Castelo de Leicester fica na cidade de mesmo nome, no condado inglês de Leicestershire. O complexo está localizado a oeste do centro da cidade de Leicester, entre o Círculo de São Nicolau a norte ao norte e a Universidade De Montfort a sul. O Castelo é um monumento programado.

## História
O Castelo de Leicester fazia parte das defesas da cidade medieval, construído sobre as muralhas romanas da cidade. O castelo foi provavelmente construído por volta de 1070 (logo depois da conquista normanda em 1066)  sob o governo de Hugh de Grandmesnil. Os restos agora consistem em um monte, junto com ruínas. Originalmente, o monte tinha 40 pés (12,2 m) de altura. Os reis às vezes ficavam no castelo (Eduardo I em 1300 e Eduardo II em 1310 e 1311), e João de Gaunt e sua segunda mulher, Constança de Castela, morreram aqui em 1399 e 1394, respectivamente. Henrique de Grosmont, 1° duque de Lancaster, um dos principais capitães nas fases iniciais da Guerra dos Cem Anos morreu no castelo em 23 de março de 1361.